# الویتو (سائو پدرو)
الویتو (سائو پدرو) (به پرتغالی: Alvito (São Pedro)) یک سکونتگاه مسکونی در پرتغال است که در بارسلوس واقع شده‌است.

## خصوصیات
الویتو ۷۳۴ نفر جمعیت دارد.